# Soul
Soul (wymowa IPA: /səʊl/, z ang. „dusza”) – popularny gatunek muzyki rozrywkowej powstały w Stanach Zjednoczonych pod koniec lat 50. i na początku lat 60. XX wieku. Łączy w sobie elementy muzyki gospel czarnoskórych, rhythm and bluesa, a często również jazzu. Muzyka soul zdobyła popularność w Stanach Zjednoczonych, kiedy wytwórnie takie jak Motown, Atlantic oraz Stax Records zyskiwały rozgłos w latach działalności ruchu praw obywatelskich. Gatunek ten zyskał popularność na całym świecie, wywierając bezpośredni wpływ na muzykę rockową oraz muzykę afrykańską.

## Historia
Soul początkowo był muzyką czarnoskórych Amerykanów, lecz z czasem zdobył popularność na całym świecie i stał się zjawiskiem międzykulturowym. Przyjmuje się, że pionierami gatunku są między innymi Sam Cooke i Ray Charles. 
Do przedstawicieli muzyki soul należą również między innymi: James Brown, Sam Cooke, Marvin Gaye, Stevie Wonder, Percy Sledge, Michael Jackson (we wczesnych latach swojej twórczości), Sly Stone, Duffy, Aretha Franklin, Otis Redding, Diana Ross, The Temptations, Barry White, Isaac Hayes, Al Green, Erykah Badu, Whitney Houston, Anastacia, Smokey Robinson, Angie Stone, Joss Stone, jak również Amy Winehouse, Jesse McCartney, Nick Jonas and the Administration oraz Adele. Większość grup muzycznych związanych z wytwórnią Motown Records tworzyło muzykę przynajmniej ocierającą się o ten gatunek muzyczny.
Soul wykazał się wielką żywotnością, wykształcił niezliczoną ilość podstylów. Wywarł również dość istotny wpływ na współczesną muzykę pop i współczesny R&B.

## Cechy gatunku
Cechami charakterystycznymi gatunku są:
- bogate brzmienie oparte na instrumentarium pochodzącym z R&B.
- wyraźne, często synkopowane rytmy
- zmienne nastroje od bardzo dynamicznych po liryczne
- wielogłosowe ornamentalne śpiewy.

Soul, w odróżnieniu od klasycznego R&B, odróżnia przede wszystkim inny klimat. Podczas gdy R&B jest głównie nastawione na tworzenie muzyki tanecznej, soul jest spokojniejszy, skłania do refleksji, jego teksty są przepełnione „wartościami duchowymi” i odniesieniami do Biblii i Boga. Zespoły soulowe powstawały najczęściej z chórków kościelnych (poprzez dodanie do chórków instrumentarium i rytmów R&B). 